# ماري شارلوت ويلكوكس
ماري شارلوت ويلكوكس هي ممثلة كندية، ولدت في 29 أكتوبر 1947 في سانت توماس في كندا.

## وصلات خارجية
- ماري شارلوت ويلكوكس على موقع IMDb (الإنجليزية)
- ماري شارلوت ويلكوكس على موقع ألو سيني (الفرنسية)
- ماري شارلوت ويلكوكس على موقع قاعدة بيانات الفيلم (الإنجليزية)
- ماري شارلوت ويلكوكس على موقع كينوبويسك (الروسية)